# Wolgalied (lied)
Het Wolgalied is een van de bekendste Duitse operetteliederen. Het lied komt uit de operette Der Zarewitsch van Jenbach en Reichert, met muziek van Franz Lehár. De operette, die in 1927 in Berlijn in première ging was speciaal geschreven voor hét idool van die dagen, de operettezanger Richard Tauber.  Het Wolgalied dankt hoogstwaarschijnlijk zijn bekendheid vooral aan het feit dat het een prettig in het gehoor liggend lied is, dat gezongen door een beginnende zanger toch al snel heel goed klinkt.

## Tekst van het Wolgalied
Allein! wieder allein!
Einsam wie immer.
Vorüber rauscht die Jugendzeit
In langer, banger Einsamkeit.
Mein Herz ist schwer und trüb mein Sinn,
Ich sitz' im gold'nen Käfig drin.
Es steht ein Soldat am Wolgastrand,
Hält Wache für sein Vaterland.
In dunkler Nacht allein und fern,
Es leuchtet ihm kein Mond, kein Stern.
Regungslos die Steppe schweigt,
Eine Träne ihm ins Auge steigt:
Und er fühlt, wie's im Herzen frißt und nagt,
Wenn ein Mensch verlassen ist, und er klagt,
Und er fragt:
Hast Du dort oben vergessen auf mich?
Es sehnt doch mein Herz nach Liebe sich.
Du hast im Himmel viel Engel bei Dir!   
Schick doch einen davon auch zu mir. 2×
Er bestaat ook een Russisch volkslied Wolga, dat onder meer bewerkt is door Sj. Djesachar.